# Jōhōhonbu
Le Quartier général du renseignement de défense (情報本部, Jōhōhonbu) (traduit officiellement en anglais par  Defense Intelligence Headquarters) est une agence de renseignement d'origine électromagnétique du gouvernement japonais, sous la juridiction du Ministère de la Défense. C’est l’une des plus grandes agences de renseignement japonaises, avec une structure similaire à celle de la Defense Intelligence Agency américaine.

## Histoire

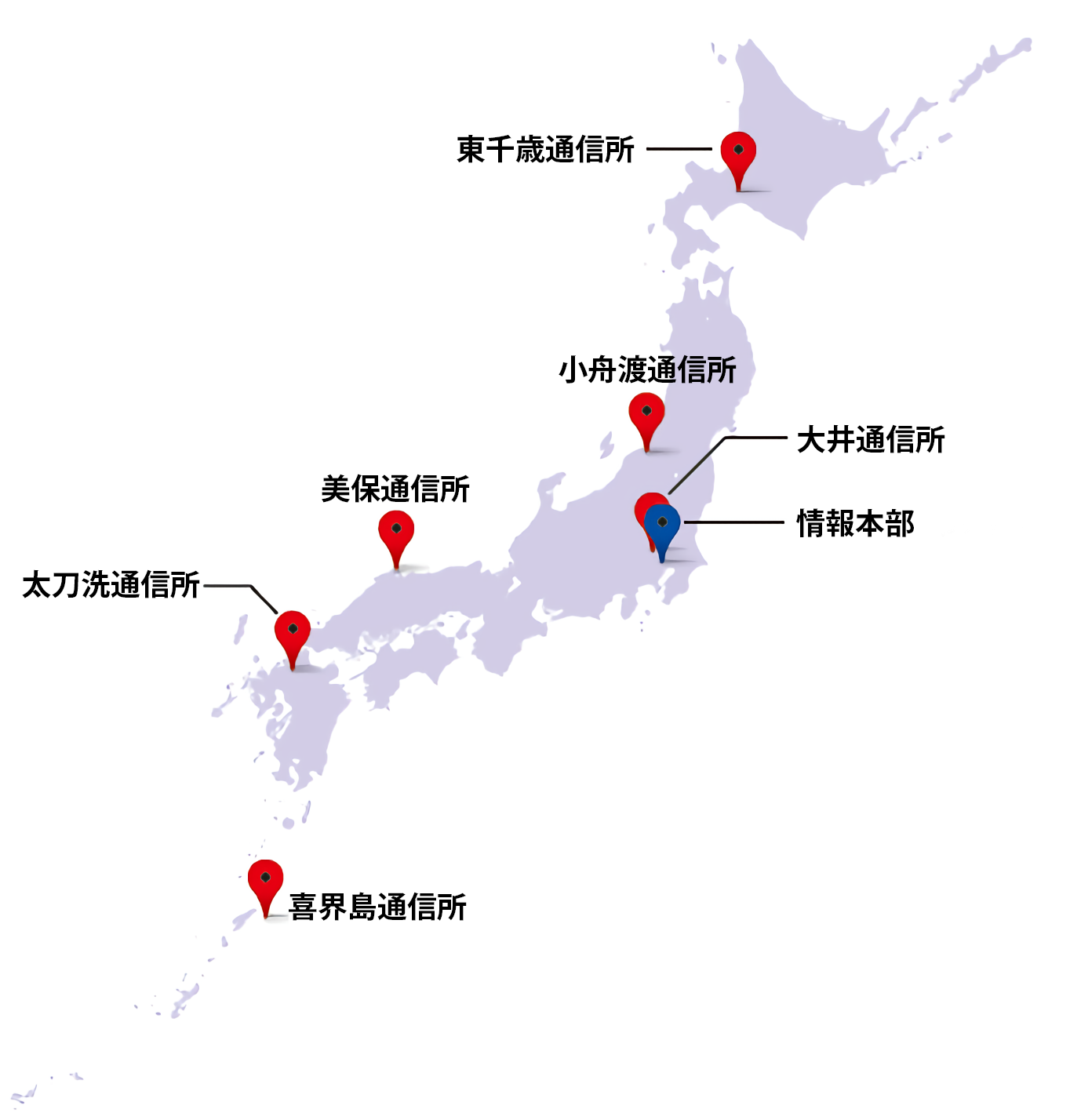
Installations du Jōhōhonbu au Japon.

Dans les années 1980, l'Agence de Défense, qui deviendra en 2007 le Ministère de la Défense, avait plusieurs divisions de renseignement ayant des tâches différentes. Parmi ces services de renseignement de l’Agence de Défense figuraient ceux de l’unité du commandement central des données, du deuxième bureau du Conseil du personnel conjoint et des trois branches des Forces japonaises d’autodéfense (JSDF). L'établissement de la DID reposait pour l'essentiel sur le deuxième bureau d'enquête de la Force terrestre d'autodéfense japonaise (JGSDF). Ils étaient impliqués dans l'interception des communications qui ont mené à l'attaque du vol 007 Korean Air Lines, ainsi que les communications qui ont suivi.
Un supposé plan d’intégration des divisions du renseignement des trois branches de la JSDF a été lancé en 1988, avant que le manque de coopération et de subordination n'y mette un terme.
Des projets visant à regrouper tous les bureaux de renseignement de l'ancienne administration de la défense en une seule agence avaient été lancés dans les années 1990 après l'adoption par la Diète du Japon, en mai 1996, d'une loi appelant à la création d'un service central du renseignement militaire avant la création du DIH, le 20 janvier 1997,.
Initialement, les effectifs civils et militaires de la DIH étaient au nombre de 1 580, avec un effectif prévu de 2 000 personnes avant d'atteindre l'effectif en 2006 de 2 300 membres. En 2011, l'effectif est de 1 907 membres.
Le programme Information Gathering Satellite de satellites espions est mis en place en 1998 dans le cadre de l’augmentation des capacités de collecte de renseignements du DIH. Il est dirigé par le Bureau du Cabinet du Premier ministre du Japon et sous trouve sous la responsabilité de l'Agence d'exploration aérospatiale japonaise. Le premier lancement à lieu le 28 mars 2003 emportant un satellite optique et un radar, le seconde lancement le 29 novembre 2003 est un échec détruisant deux autres satellites. En juin 2018, un total de 17 satellites ont été lancés, 15 parvenant à atteindre leur orbite, et 7 opérationnels.

## Rôles
Le rôle principal du DIH est de collecter des informations et d’analyser pour planifier la politique de défense et d’opérations. L'agence collecte des informations auprès de sources ouvertes, de signaux et d'images, ainsi que auprès d'autres ministères japonais, d'ambassades du Japon et d'autres ministères et organismes affiliés,. En outre, il recueille également des renseignements au moyen d'activités de surveillance.